# 深海 (電影)
《深海》是2023年中國大陸3D奇幻動畫片，由田曉鵬導演和編劇。本片是導演继《西游记之大圣归来》后，时隔7年再度献上新作。講述一位少女在神秘海底世界中追尋探索，邂逅一段獨特生命旅程的故事。
受《海底兩萬里》的影響，一直嚮往著大海的導演田曉鵬希望以創新為驅動力講一個關於大海的原創故事，以充滿新鮮感和奇幻感的全新表現形式，呈現一個不一樣的大海。田曉鵬看到一幅魚在雲層中游動的畫給了他靈感，海洋應該同天空一般，魚在其中游動時，具有很多層次感與色彩的變化與流動的。他想藉此嘗試新的動畫風格，透過技術創新與分享，提升中國動畫的國際競爭力。
該片於2023年1月22日大年初一春節檔於中國上映，首周於中國內地票房排行第六。本片獲得第73屆柏林國際影展(2023)新生代兒童單元國際評審團最佳長片(提名)，《深海》在法國上映三週的觀影人次突破15萬，刷新法國近三年華語電影最高紀錄，其放映規模在法國華語影史上位居第七本片入圍第96屆奧斯卡金像獎最佳動畫片角逐名單。電影發行後獲得普遍好評，媒體和影評家讚譽電影裡對於家庭失能與兒童憂鬱症的探討，以及在動畫、音樂上情感張力，也有負評指出凌亂的故事節奏與極端的角色心理難以令人認同。由於電影過高的成本，也面臨2023年其他強勢的春節檔電影競爭者，電影成為票房炸彈。

## 劇情
9歲女孩參宿自幼經歷父母離異，總是鬱鬱寡歡，與父親和繼母、繼弟一同生活。參宿時常嚮往和母親再次見面，但母親卻在通訊軟體中對她冷言相待，而參宿常常做著一個在暴雪中目睹母親離去的夢境。父親疼愛弟弟糖豆兒與繼母，卻對參宿長期忽視，參宿在學校被教師認為有抑鬱傾向，父親對此視而不見。在一個雨天，參宿一家前往天狼星號渡輪遊玩以慶祝糖豆兒上幼稚園，可是家人卻不記得她的生日也在同一天，只有電信業者系統自動送來的祝福。參宿在晚飯後被父親打發走去閒逛，參觀一位小丑經營的童書攤位，卻因付不起錢購買而被小丑罵晦氣趕走。隨著一場大雨襲來，參宿於甲板上目睹海上出現神秘的黑色生物海精靈游向海上的龍捲風，同時聽見母親的歌聲從風暴中傳出，忽然一場大浪襲來將參宿捲入海底。
參宿醒來後發現自己身在一望無際的大海，再次聽見海精靈哼唱母親的搖籃曲，希望對方能為她尋找母親。此時，一座建造在巨大潛水艇深海號上的海底餐廳「深海大飯店」赫然破海而出，參宿為了追逐海精靈闖入其中，遇到外貌形似魚的食客們以及海象與海獺組成的員工，海象大廚老金看見參宿就直呼晦氣，掏出打火機想趕跑她，海精靈受到刺激變得巨大化，製造巨浪席捲整座餐廳。情急時刻，餐廳老闆南河運用法術將海精靈封印進一只痰盂裡，南河通過烹煮海精靈製作使人致幻的料理疙瘩湯來取悅魚人食客，參宿意外吸食疙瘩湯在致幻中打翻客人的飯菜，遭南河驅逐進海底。參宿焦慮與不安的情感引來紅色粒子狀態的恐怖存在「喪氣鬼」，喪氣鬼試圖破壞深海號，在南河的指揮與老金駕駛下，潛艇驚險撐過攻擊。南河意識到不能讓參宿產生負面情緒危害餐廳安全，於是與參宿達成協定，只要參宿答應讓他使用海精靈賺取足夠的錢財還債，並讓深海大飯店獲得五星評價，他就會靠岸讓參宿帶著海精靈離去，在邁向五星評價期間參宿也能作為雇員在餐廳裡生活。
參宿逐漸適應深海大飯店的生活，與海象和海獺們開始熟識，南河也在餐廳順利運營之餘，在船上製作他的動畫電影。一天晚上，當眾人欣賞完南河的動畫喜劇後，參宿發現海精靈被封印在南河的櫥櫃裡，私自將其放出，海精靈再次破壞餐廳並遁入海裡。南河在憤怒下失言辱罵參宿活該被母親拋棄，更稱自己從沒想遵守和參宿的誓言，參宿大受打擊，隔天便被南河放逐至陸地上。隨著參宿再次孤身一人，她的情緒更加惡化，喪氣鬼也因此席捲整座小鎮，令參宿掉落大海險些溺死，這時放心不下的南河出現劈開大海，帶著參宿逃離，南河獨自斷後對抗它們，而參宿被大水捲走，迷糊之中看見南河在大海中神色慌張地掙扎。
當參宿醒來發現自己回到了深海號，心急如焚的她立刻尋找南河的身影，直到看見對方與寵物貓有財孤零零地站在塔樓上。參宿向南河道歉，南河發牢騷道參宿害得他餐廳被破壞得脆弱不堪，要求參宿必須賠償他的損失，他聲稱所有的海精靈都會前往神秘地點深海之眼，而參宿可以聽見海精靈發出母親的歌聲，南河希望參宿來追蹤位置，達成一致意見的兩人再次展開冒險。參宿在航行途中，再次夢見雪夜的那一晚，只是這次母親的形象變成南河，還看見漆黑的大海上南河抓著自己奮力掙扎。醒來後，不安的參宿去找南河談話，南河談及他年輕時因故離開家鄉，參宿透露她認為母親的離開是自己的過錯，南河振奮起來告訴參宿有天她絕對能快樂自在地活著。在兩人交談時，老金告訴他們深海號已經駛入深海之眼的範圍內，喪氣鬼顯現朝艦體攻擊，正當駕駛室即將被喪氣鬼破壞，南河用法力抵禦喪氣鬼，而參宿也挺身而出操縱方向舵，殘破不堪的深海號終於突破艱險駛進深海之眼中心。
參宿正對眼前燦爛的景象感到驚艷時，發現南河神秘消失了，疑惑的她隨著彩色的海精靈進入南河的房間，發現有財變成無生命的瓷器招財貓，當她不小心打破有財，無數記憶湧上心頭，參宿先是想到父母失和、母親在大雪中離開時的回眸、童年的壓抑，記憶推進到抵達天狼星號的那天，她想起在小販的童書上看到的故事與角色，和她身在深海號的冒險一模一樣，原來所有冒險都是一場夢境。接著看見自己落入大海的那刻，小丑打扮的南河注意到參宿落海，情急之下滑倒在梁柱上割傷腹部，即使如此仍負傷跳入大海拯救參宿，兩人共同用一個兒童游泳圈展開數日的漂流，在途中南河盡力逗參宿開心好激發她的求生意志，數天過去，他們變得愈加虛弱。在一場暴風雨裡，南河看見有大船經過，為了讓參宿活下去，他讓參宿乘上因漏氣而支持不了兩人重量的游泳圈，自己則沉入大海。
參宿想要拯救南河，卻發現自己身處一個虛幻空間，眼前是電影的布幕阻隔自己，而身後傳來病房的儀器聲與母親焦急的哭喊聲，參宿為了與南河見面甘願再次前往夢境中，奮力用肉身突破布幕甚至因此變得遍體鱗傷，終於在一陣狂亂的色彩中看見南河的身影，當她伸出手接觸對方時，眼前一陣空白。參宿回到夢境中的那個雪夜，看見南河就佇立在眼前，便詢問南河他們是否能再度相會，南河無言地搖搖頭，參宿止不住淚水擁抱他連連道歉，南河祝福參宿有天肯定能發現生活中的光芒而真心微笑，最後一次逗參宿開心，參宿破涕為笑轉身離去，原本黑暗的夢境迎來晨曦，而參宿也在病床上甦醒。
片尾畫面中，父母在海上意外過後開始更加善待參宿，參宿從此與新家庭過起幸福的生活、於校園結識新的朋友。數年以後，長大後的參宿來到南河的故鄉，天空中浮現南河的笑容。

## 配音員

參宿與南河的人物形象定稿，由美術設計翁銘所繪。

- 王亭文為参宿配音，9歲女孩，因父母離婚，母親離家，母愛缺失，變得內向、孤獨、憂鬱。意外落海後被一個小丑救起，陷入昏迷，進入夢境的深海世界，在「深海大飯店」與形形色色的海底生物還有老闆南河邂逅，她也從這些奇妙生物的身上重新感受到了溫暖與關愛。執行導演金大勇表示，参宿就是一個9歲的小女孩，人前是一面，沒人時會很孤僻，顯得謹小慎微、小心翼翼。導演田曉鵬力求角色極度貼合真人，所以要求配音演員要和角色同齡，此角色原先由張籽沐擔綱出演，然而因為長達3年的配音準備週期，使得演員到12歲配音時已經變聲，導演經過艱難決定後決定換角，讓年僅9歲的王亭文勝任。配音過程中導演嚴格要求王亭文的聲演務必要有多種情感層次，使得王亭文多次在現場壓力過大流淚，但導演也善於哄小孩，透過遊戲與食物讓王亭文回到表演狀態。[12]
- 苏鑫為南河／小丑配音，深海號的船長，真實世界中海中救參宿的小丑。在夢境世界裡，化身為眼裡似乎只有金錢的人。但這都是表面。他的內心也有孤獨、疲憊、思念，也渴望溫暖。為了生活，不得用市儈的一面來偽裝自己。南河的配音由青年演員蘇鑫來完成，此前並沒有為動畫電影配音的經驗。編劇田博找到了他。田博告訴他，劇組需要找一個專業的演員來表演《深海》中的一些片段，創作團隊會根據演員的動作和表情來創作畫面，然後再進入下一步的製作。 「這本來是有點幫忙的性質，我也從來沒有想過要來配音。」蘇鑫告訴記者。其實劇組先前也找過不少配音員，但都沒有合適的，田曉鵬對於配音的要求就是要真實。生活中蘇鑫的聲音其實跟南河的聲音相差較大。南河是個外向調皮的大男孩，表情誇張，肢體語言豐富，而且有著一股混不吝的作風。蘇鑫配音時，根據南河的特點，也做了設計，“南河的聲音比較尖，聲調比較高，而且說話有點油腔滑調，我的聲音就往這方向去靠。”[13]
- 滕奎兴為老金／爸爸配音，參宿的爸爸，夢境中深海號的大副。參宿在父母離婚後，一直跟隨他一起生活，他再婚後又有了新的小孩，漸漸冷落參宿，也因此參宿患上了抑鬱症並已逐步影響到了學校生活。為了確保聲音表演的品質，片方特地邀請中國知名配音導演滕奎興加盟擔任該片的預演導演並客串老金與爸爸這兩個角色，這也是他繼《西遊記之大聖歸來》之後，和田曉鵬導演的二次合作。[14]
- 杨婷為阿花／继母配音，參宿的繼母，夢境深海中的廚娘。繼母為人溫順賢淑，很受參宿爸爸喜愛，雖然時常關心參宿，但參宿總會與繼母過分禮貌有了距離感，當爸爸責罵參宿時會出面緩頰。
- 吉静為妈妈配音，參宿的媽媽，參宿一直很思念她。在和丈夫離婚後，可能因為新的家庭而與參宿疏遠，兩年內她幾乎不與參宿連繫，生活中親情的缺失逐步加深了參宿的憂鬱症。
- 方韬辰、董一為糖豆儿／弟弟配音，參宿的繼弟，在夢境中是海獺僕人的形象。剛上幼稚園，得到父母大多數的寵愛，面對姐姐並沒有心防經常找參宿玩耍。

## 幕后制作

### 前期籌備
在創作《深海》時，導演田曉鵬希望用中國傳統水墨和立體動畫技術結合，創造出具有中國美學風格的動畫。這樣的創作理念使動畫技術難度驟然增長，在前期測試中，實現讓一張概念圖呈現動態效果就花費了兩年時間，這也決定了影片創作過程的漫長週期。在該片的配音中，為確保配音真實性，導演田曉鵬要求配音演員和角色年齡相仿。本片的配音過程歷時5年，女主角參宿的配音員因為長大經歷變聲期，劇組只能經過海選重新選人。影片配音採用「在表演中收音」的錄製方式，拋棄錄音技巧，以真實情感演繹角色，實現聲音與角色的吻合。

### 劇本創作
導演田曉鵬希望創作一個反英雄的故事，故事角色更平民化，更接近生活，因此便有了《深海》的創作。新作品沒有延續中國動畫電影改編傳統神話的“捷徑”，開始碰觸現實主義，以一個普通小女孩的視角，對“生命的意義”展開深度探討。《深海》的創作理念更接近田曉鵬的內心世界，包含他對生活及人生的一些思考與探討。片中女主角參宿的原型來自創作者身邊的親友，是討好型人格，或孤獨、抑鬱的人的親身經歷；南河的原型來自身邊充滿善意的陌生人、平凡的英雄。

### 特效製作
《深海》首次使用自主研發的「水墨粒子」技術用於電影動畫的製作，這項耗時兩年研發的新技術，開創了中國水墨立體動畫模式的先例。創作團隊將富有中國文化底蘊的「水墨」與先進的立體動畫技術結合，以數量龐大的粒子堆積成水墨的形態，還原水墨畫的飄逸與顆粒感，打破三維物體的硬輪廓，形成了獨特的畫面效果，將三維動畫的審美範疇拓展到繪畫領域。在動畫表演上，《深海》嘗試實現「真人化」的細膩表演，在女主角參宿啜泣時，肩膀抖動與胸腔收縮的力度和頻率的配合；皮膚紋理、毛孔絨毛等接近真人實拍的細節；女孩抱住自己，右手握著左邊手臂出現的袖子褶皺；情緒激動時，喉結先於聲音而動等細節的製作，傳遞出角色的情緒和表演的可信度。

### 幕後花絮
- 《深海》中收銀員「有財」的原型，是製作團隊在園區內餵食的87隻流浪貓中的一隻。
- 海底世界有上百隻可愛的萌寶，其中有80多隻毛茸茸的圈粉海獺。為真實還原海獺角色的表演，團隊創作人員親自上陣"賣藝",錄製其表演參考。[5]
- 為了掌握人物細節變化，動畫師的辦公區域人手一面鏡子，以便隨時觀察不同情緒對臉部肌肉的影響。負責女主角參宿表演的動畫師在鑽研設計的7年中，為提神每天需要嚼3桶冰。[5]
- 《深海》有上千個特效鏡頭，佔影片近70%，影片中「劈海」的鏡頭，其單鏡頭粒子特效有百層以上，粒子數量高達數十億。[5]
- 「深海號」的外形像一頭巨鯨，其船身四周圍繞著3000多株動態化珊瑚。這樣原先計畫3天完成的鏡頭，最終耗時15個月。
- 《深海》團隊因無從參考經歷無數次推翻重來的苦熬，也遭遇多次搬家、主機被暴雨淹沒的艱困處境。[5]
- 《深海》插曲《小白船》是團隊在創作初期即選定的歌曲，後因被網劇《隱秘的角落》使用後成為許多觀眾的心理陰影，創作團隊曾考慮是否放棄這首歌，因為這首歌與電影內容的契合最終予以保留。團隊多方聯繫透過大使館找到合作，耗時一年才拿到這首朝鮮童謠的歌曲授權。[17]

## 主題解讀

### 寓意
《深海》以瑰麗的畫面和獨特的視覺效果，展現了一個敏感、內向、抑鬱的普通女孩，透過深海奇幻之旅與內心世界和復雜世界抗爭、奮力衝破「心結」束縛的過程。影片的故事立意深刻，將故事主題聚焦於原生家庭創傷、家庭重組、憂鬱等有爭議的社會熱門議題。片中透過夢幻的海底世界揭開了現實的傷痛，展開對憂鬱症、家庭對青少年心理的影響等現實問題的思考，引發人們對精神健康的關心和對精神世界的關注，也展現了創作者的人文情懷和社會責任感。

### 敘事手法
《深海》在影片的敘事上虛實結合，透過夢境與現實的雙層敘事結構把主題和場景結合。富有想像的奇幻冒險，與參宿的心理掙扎、參宿和南河的海上求生漂流之間的對應和隱喻關係自圓其說，充滿新意。人物參宿與南河的反差與互補構成推動故事發展的載具與動力。影片中辨識度明顯的幻想和寫實相互交錯，又相互區別，完成影片充滿想像的空間建構。《深海》以表層結構嵌套深層隱喻，隱喻關係中又暗含反轉的現實世界，透過隱喻敘事、多義表達，為觀眾提供更廣闊的解讀視角。

### 視覺風格
《深海》透過「粒子水墨」塑造的視覺風格，打破了人們對中國風水墨動畫效果水墨交融、潤物無聲的常規印象，以高飽和度、大色差、斑斕絢麗的色彩帶來一種靈動、流淌的凌厲美感。《深海》以五彩繽紛的奇幻世界，表達出夢中極致的燦爛與現實灰暗的強烈反差。影片透過絢麗的光影、濃烈的色彩，扭轉了大家對深海的恐懼，將傳統印像中幽暗恐怖的深海幻化為唯美夢幻的世界。

## 配樂
《深海》的配樂由知名音樂家竇鵬創作，其配樂啟用100人以上交響樂團錄製完成，重要場景配樂邀請國際知名大提琴演奏家王健跨國錄製。從2019年12月至2022年12月，竇鵬歷時三年經過反覆創作、打磨、修改完成《深海》的配樂，以音樂輔助表演和畫面，透過配樂為影片帶來驚喜和生命力，用厚重和充滿張力的音樂呈現片中角色細膩豐富的情感世界。片中插曲《小白船》是一首朝鮮童謠，原曲表達作者對已逝親人的哀悼以及失去國土的痛苦。 1950年譯為中文後，曲風寧靜祥和、曲調優美且飽含對逝者的紀念和哀思，與片中一段場景相契合，隱含角色對應關係和重要線索，是影片中的一個彩蛋。
| 深海原声带曲目列表 | 深海原声带曲目列表 | 深海原声带曲目列表 |
| 曲序               | 曲目               | 时长               |
| ------------------ | ------------------ | ------------------ |
| 1.                 | 梦幻曲序曲         | 0:53               |
| 2.                 | 妈妈我又梦到你了   | 2:12               |
| 3.                 | 梦魇               | 1:01               |
| 4.                 | 心之所往           | 2:36               |
| 5.                 | 深海大饭店         | 2:38               |
| 6.                 | 南河               | 3:06               |
| 7.                 | 今日例汤           | 1:01               |
| 8.                 | 这没有你妈         | 1:48               |
| 9.                 | 深海电影院         | 2:27               |
| 10.                | 一个人             | 2:00               |
| 11.                | 红鬼               | 1:40               |
| 12.                | 劈开大海           | 1:56               |
| 13.                | 旋转楼梯           | 0:51               |
| 14.                | 对不起有用吗       | 1:15               |
| 15.                | 下雪了             | 3:24               |
| 16.                | 为了明天           | 0:39               |
| 17.                | 风暴               | 4:05               |
| 18.                | 我不怕你们         | 3:16               |
| 19.                | 深海之眼           | 1:25               |
| 20.                | 过去的过去         | 5:21               |
| 21.                | 湮灭               | 6:45               |
| 22.                | 深海梦幻曲         | 2:12               |
| 23.                | 比海更深           |                    |
| 总时长：           | 总时长：           | 54:12              |

## 宣傳
《深海》2023年1月22日大年初一春節檔於中國上映。2022年8月17日，發佈首支電影預告。2022年9月2日，發佈「歡迎來到深海號」角色亮相預告，首次出現深海大飯店。

## 票房
電影上映前，多位記者預計影片面臨來自春節檔的其他強片如張藝謀的《滿江紅》和劉慈欣同名暢銷小說改編的科幻大片《流浪地球2》的競爭，票房上恐怕很難大展拳腳。導演田曉鵬在媒體場上回應票房未及預期的壓力，他認為會有壓力，但這是自己選擇的結果，要接受結果。同時田曉鵬也表示：《深海》不能簡單用票房來衡量，因為在這過程中的冒險、新的技術嘗試，會對中國動畫長遠之路有幫助，也會讓後來的創作者受益。
2023年1月22日，《深海》於農曆春節初一上映，上映第二日票房僅3184萬人民幣，位列第五。首周票房6900萬人民幣，當周排名第六。影評人指出，定位春節檔也是很大的市場失誤，讓許多非深海電影的受眾接觸到該片。電影受眾群多為15-25歲的年輕族群，而且多為女性與學生。加上探討重組家庭、心理孤兒、兒童抑鬱症未能獲得廣泛共鳴，造成了初期上映口碑兩極化。這點在微博上的評論尤其明顯，連帶影響票房表現。隨著春節檔觀眾口碑發酵，電影於第三周回升至2.1億人民幣，並累計總票房6.71億元，位列第四。電影最終累積9.2億人民幣總票房，在中國影史動畫票房排名中位列13名。在海外市場，《深海》在法國上映首日的銀幕數量為324個，在法國的上映規模是華語片在法國上映歷史以來第六名。前有《英雄》《赤壁》《功夫》等，第一名則是《狼圖騰》，銀幕數達383個。在法國上映三週，觀影人次超過15萬，刷新了近三年華語影片在法國上映的觀影人次紀錄，同時收穫法國主流媒體和觀眾的好評。

## 評價

### 正面評價
第73屆柏林影展委員會評審「《深海》以其前所未見的視覺和極具野心的敘事，令人感到震撼。」（新京報評）
《深海》為觀眾奉上頂級的視聽享受，影片主創所做的技術開發效果顯著，其創新的粒子水墨風格可以說是中國動畫電影的一座里程碑，像打翻的顏料盤一般，形成一個絢麗的彩色漩渦，一下子把觀眾捲入到了一個神奇的世界裡。 《深海》對於畫面的構造，把整個產業的美感、技術標竿往前推了一步。（1905年電影網評）
從中國動畫初涉憂鬱症這一現實主題，並製造瞭如夢似幻的潛意識世界這兩點上看，這部極具實驗性意味的動畫仍然是難得的佳作。它將苦澀的現實包裹在閃亮的糖果外衣下，以動畫才能賦予的獨特藝術效果，講述了一個與抑鬱症有關的光明童話。這種多樣化的嘗試，才是「國漫崛起」的真正內涵。（三聯生活週刊評）

### 負面評價
《深海》不僅以海為名，更以絢麗的特效技術建構了富有東方特色的海洋奇觀。這部積七年之功的動畫電影，本應在《西遊》系列之後開啟中國動畫的海洋敘事，然而，「主腦」缺失造成的敘事空洞，卻最終使得作品折戟沉沙，成為「四不像」的「縫合怪」。對「喪文化」、離婚家庭子女問題的表現，原本可以作為作品的核心價值基點，但整個敘事沉溺於情緒發洩，缺乏反思與探討，現實性的主題未能在劇情深化方面有所助力，僅僅是影片宣傳的口頭亮點。（南寧師範大學新聞與傳播學院副教授杜曉傑評）
《深海》的優點是明顯的，缺點在於未能平衡好故事與科技之間的關係。技術之強大有奪目之效，這個無可非議。但故事在邏輯性、層次感、完整性方面，缺乏精確的分配與調度。（解放日報評）

## 外部連結
- 豆瓣电影上《深海》的資料 （简体中文）
- 时光网上《深海》的資料（简体中文）
- 互联网电影数据库（IMDb）上《深海》的资料（英文）